# Fjelie landskommun
Fjelie landskommun var en tidigare kommun i dåvarande Malmöhus län.

## Administrativ historik
Kommunen bildades i Fjelie socken i Torna härad i Skåne när 1862 års kommunalförordningar trädde i kraft.
Den 2 juni 1944 ändrades namnet till Fjelie. Tidigare stavades kommunens namn Fjälie.
Vid kommunreformen 1952 uppgick kommunen i Flädie landskommun som 1963 uppgick i Lomma köping som 1971 ombildades till Lomma kommun.

## Politik

### Mandatfördelning i Fjelie landskommun 1938-1946
| 10 | 10 |

| 20 |

| 11 | 9 |

| 19 |

| 9 | 11 |

| 18 |